# Ophiomyia tovarensis
Ophiomyia tovarensis este o specie de muște din genul Ophiomyia, familia Agromyzidae, descrisă de Spencer în anul 1973.
Este endemică în Venezuela. Conform Catalogue of Life specia Ophiomyia tovarensis nu are subspecii cunoscute.